# Paul-Langerhans-Medaille
Die Deutsche Diabetes-Gesellschaft (DDG) verleiht seit 1972 die nach dem Mediziner Paul Langerhans benannte Paul-Langerhans-Medaille als Auszeichnung für das Lebenswerk von Wissenschaftlern und Ärzten auf dem Gebiet der Diabetologie.
| Jahr | Träger der Medaille                       | Thema der Paul-Langerhans-Vorlesung |
| ---- | ----------------------------------------- | --- |
| 1972 | Rolf Luft, Stockholm, Schweden            | The Pathogenesis of Diabetes mellitus in Man                                                                                            |
| 1973 | Ernst-Friedrich Pfeiffer, Ulm             | Diabetes mellitus 1973. Die offenen Probleme von Theorie und Praxis                                                                     |
| 1974 | Werner Creutzfeld, Göttingen              | Die Langerhans’schen Inseln und das gastrointestinale endokrine System                                                                  |
| 1975 | Karl Oberdisse, Düsseldorf                | Die Entwicklung der Diabetesforschung zwischen Banting/Best und Yalow/Berson                                                            |
| 1976 | Karl Schöffling, Frankfurt/Main           | Die vier Säulen der Diabetestherapie |
| 1977 | Willy Gepts, Brüssel, Belgien             | Neue Gesichtspunkte in der Pathologie des Pankreas bei Diabetes mellitus                                                                |
| 1978 | Ernst Rudolf Froesch, Zürich, Schweiz     | Untersuchungen zu insulinähnlichen Wachstumsfaktoren                                                                                    |
| 1979 | Helmut Zahn, Aachen                       | Die chemische Insulinsynthese heute |
| 1980 | Paul A. Bastenie, Brüssel, Belgien        | Kritische Übersicht der autoimmunitären Vorgänge bei Endokrinopathien, bes. beim Diabetes mellitus                                      |
| 1981 | Karl Jahnke, Wuppertal                    | Diabetogene Nahrungsfaktoren |
| 1982 | Zvi Laron, Tel Aviv, Israel               | Psychosocial Aspects in Children and Adolescents                                                                                        |
| 1983 | Otto Wieland, München                     | Wirkung des Insulins auf phosphorylierbare Enzymsysteme                                                                                 |
| 1984 | Hellmut Mehnert, München                  | Wege und Ziele der Diabetestherapie |
| 1985 | T. Deckert, Gentofte, Dänemark            | Maligne Vaskulopathien beim insulinabhängigen Diabetes                                                                                  |
| 1986 | Heinrich Sauer, Bad Oeynhausen            | Insulintherapie. Rückblick und heutiger Stand                                                                                           |
| 1987 | Axel Ullrich, San Francisco, USA          | Molekularbiologische Untersuchungen zur Insulinwirkung                                                                                  |
| 1988 | F. A. Gries, Düsseldorf                   | Von den Ursachen zu den Spätfolgen. Erkenntnisse und Perspektiven der Diabetes-Forschung                                                |
| 1989 | Konrad Federlin, Gießen                   | Diabetestherapie durch Transplantation Langerhans’scher Inseln. gelöste und ungelöste Probleme                                          |
| 1990 | Claes B. Wollheim, Genf, Schweiz          | Von der Signalübertragung zur Exocytose: wie Nährstoffe und Neurohormone die Insulinsekretion der β-Zelle beeinflussen                  |
| 1991 | Dieter Lohmann, Leipzig                   | Die Verbindung morphologischer und funktioneller Methoden in der Diabetes-Forschung                                                     |
| 1992 | P. J. Lefebvre, Lüttich, Belgien          | Glucagon, 123 years after Paul Langerhans                                                                                               |
| 1993 | Dietrich Brandenburg, Aachen              | Vom Insulin zum Rezeptor, chemische Wege zur Antwort auf biologische Fragen                                                             |
| 1994 | Günther Panzram, Erfurt                   | Chronopathologie des Typ-2-Diabetes aus epidemiologischer Sicht                                                                         |
| 1995 | Hans Peter Meißner, Berlin                | Das Membranpotential der Betazellen: Welche Bedeutung kommt ihm bei der Regulation der Insulinsekretion zu?                             |
| 1996 | F. M. Matschinsky, Philadelphia, PA. USA  | Die physiologische und pathologische Chemie der pankreatischen Beta-Zelle                                                               |
| 1997 | Bruno Weber, Berlin                       | Diabetes mellitus bei Kindern: eine permanente Herausforderung für Ärzte und Gesellschaft                                               |
| 1998 | Werner Waldhäusl, Wien, Österreich        | Diabetestherapie: Grundlagen und Konzepte neuer Entwicklungen                                                                           |
| 1999 | Helmut Schatz, Bochum                     | Die Langerhanssche Insel: Regulation der Biosynthese und Sekretion von Insulin                                                          |
| 2000 | Willi Berger, Basel, Schweiz              | Wege zur optimierten Insulintherapie des Typ 1-Diabetes                                                                                 |
| 2001 | Uwe Panten, Braunschweig                  | Mechanismen der durch Glucose und Sulfonylharnstoffe stimulierten Insulinsekretion                                                      |
| 2002 | J. J. Holst, Dänemark                     | Regulation des endokrinen Pankreas durch Darmhormone                                                                                    |
| 2003 | Eberhard Ritz, Heidelberg                 | Pathogenese und Klinik der diabetischen Nephropathie                                                                                    |
| 2004 | Peter Hürter, Hannover                    | Der Weg der pädiatrischen Diabetologie in Vergangenheit und Zukunft                                                                     |
| 2005 | Sotirios Raptis, Athen, Griechenland      | Diabetestherapie auf dem Holzweg? |
| 2006 | Rüdiger Landgraf, München                 | Qualitätsmanagement in der Diabetologie                                                                                                 |
| 2007 | Markolf Hanefeld, Dresden                 | Normnahe postprandiale Hyperglykämie – eine essentielle Komponente guter Diabeteskontrolle und Prävention kardiovaskulärer Erkrankungen |
| 2008 | H.-U. Häring, Tübingen                    | Pathogenese des Typ-2-Diabetes mellitus. Insulinresistenz und Genotyp-Phänotyp-Charakterisierung des Typ-2-Diabetes                     |
| 2009 | Reinhard G. Bretzel, Gießen               | Inselzelltransplantation – ein Prototyp translationaler Forschung                                                                       |
| 2010 | Hans-Georg Joost, Potsdam                 | Von Mäusen und Menschen – die komplexe Pathogenetik des Typ 2-Diabetes                                                                  |
| 2011 | Sigurd Lenzen, Hannover                   | Die Beta-Zelle der Langerhansschen Insel im Zentrum der Pathogenese des Typ 1                                                           |
| 2012 | Michael A. Nauck, Bad Lauterberg          | Glukagon like Peptide 1: 25 Jahre Ansporn in der Diabetesforschung                                                                      |
| 2013 | Henning Beck-Nielsen, Odense, Dänemark    | Tailored treatment of type 2 diabetes based on present pathophysiology                                                                  |
| 2014 | Matthias von Herrath, La Jolla, USA       | Pathogenese und Prävention des Typ 1 Diabetes                                                                                           |
| 2015 | Juleen Rae Zierath, Kopenhagen, Dänemark  | Muscling in on Insulin Resistance to Prevent Type 2                                                                                     |
| 2016 | Emmanuel Van Obberghen, Nizza, Frankreich | Novel insights in dysregulations of insulin action and secretion: relevance for type 2 diabetes                                         |
| 2017 | Michael Roden, Düsseldorf                 | Insulinresistenz: eine neue Energiekrise?                                                                                               |
| 2018 | Jens Claus Brüning, Köln                  | ZNS-abhängige Kontrolle der Glukosehomöostase                                                                                           |
| 2019 | Matthias H. Tschöp, München               | Poly-Agonisten für Typ-2-Diabetes: Entdeckung, Mechanismen und klinische Wirksamkeit                                                    |
| 2020 | nicht vergeben                            | – |
| 2021 | Martin Hrabě de Angelis, München          | Erforschung der genetischen und epigenetischen Determinanten des Diabetes mellitus                                                      |
| 2022 | Peter Nawroth, Heidelberg                 | Diabetische Spätfolgen: Eine Erkrankung der DNA-Reparatur                                                                               |
| 2023 | Lotte Bjerre Knudsen, Aarhus              | The GLP-1 Receptor Agonist Liraglutid                                                                                                   |
| 2024 | Anette-Gabriele Ziegler, München          | Entstehung und Prävention von Typ-1-Diabetes und die entscheidende Bedeutung der ersten Lebensjahre                                     |
| 2025 | Annette Schürmann, Potsdam                | Pathophysiologie des Typ-2-Diabetes |